# Foundation 9 Entertainment
Foundation 9 Entertainment (Kurz: F9E) war von 2005 bis 2015 ein amerikanisches Unterhaltungsmedienunternehmen, das Videospiele, Comics, Film- und Fernsehserien entwickelte.

## Geschichte
Foundation 9 Entertainment wurde am 29. März 2005 durch die Fusion der Spieleentwicklungsstudios Backbone Entertainment (mit den Marken Digital Eclipse Software und ImaginEngine) und The Collective gegründet. Beide Studios wollten sich auf diese Weise für die zunehmend aufwändigeren Entwicklungsarbeiten vergrößern und zukunftssicher aufstellen. Es folgte eine Phase schnellen Wachstums. 
Bereits im April 2005 übernahm das Unternehmen den Entwickler Pipeworks Software. Im Mai 2005 beteiligte sich F9E an Circle of Confusion, einem Unternehmen zur Vermittlung strategischer Partnerschaften in der Kreativ- und Unterhaltungsbranche, insbesondere in Hollywood. Im Februar 2006 verkündete F9E die Gründung eines neuen Backbone-Entwicklerstudios im kanadischen Charlottetown, Prince Edward Island.
Am 1. Juni 2006 erhielt F9E von der Investmentfirma Francisco Partners 150 Millionen US-Dollar für die Ausweitung des Geschäftsfeldes, die Entwicklung neuer Marken und Übernahmen. Das Unternehmen hatte zu diesem Zeitpunkt rund 300 Titel veröffentlicht und eine Milliarde US-Dollar Umsatz erwirtschaftet. Es folgten im Oktober 2006 der Erwerb von Shiny Entertainment von Atari und im November 2006 von Amaze Entertainment einschließlich der Tochterstudios Griptonite Games und The Fizz Factor. Am 25. Mai 2007 wurde Backbone PEI (Charlottetown) aus der Firma ausgegliedert und unter dem Namen Other Ocean Interactive selbständig. Nach einer Pressemitteilung von F9E war das Studio zu klein und passte dadurch nicht in die Geschäftsstrategie. Im August 2007 übernahm F9E stattdessen den britischen Entwickler Sumo Digital.
Auf die zweijährige Wachstumsphase folgten nun vermehrt interne Konsolidierungen und Schließungen. Im Oktober 2007 legte man The Collective und Shiny in einem neuen Studio in kalifornischen Irvine zusammen, um genügend Personal für künftige Spieleprojekte bereitzustellen. Der Prozess wurde im März 2008 mit der Umbenennung in Double Helix Games abgeschlossen. Während F9E im Mai 2009 zunächst das Backbone-Studio Vancouver schloss, stellte im Juli 2009 The Fizz Factor den Betrieb ein und Amaze Entertainment wurde in Griptonite Games eingegliedert.
Im August 2011 verkaufte F9E Griptonite Games an Glu Mobile. Ein Jahr später, im Oktober 2012, entließ Backbone nahezu seine gesamte Belegschaft im Studio Emeryville und das ImaginEngine-Studio in Boston musste schließen. Im Februar 2014 übernahm Amazon die Tochtergesellschaft Double Helix Games, im Laufe des Jahres 2014 erwarb der italienische Konzern Digital Bros. (505 Games) das Studio Pipeworks Software. Im November 2014 kaufte sich Sumo Digital durch einen Management-Buy-out von Foundation 9 Entertainment frei und erlangte seine Selbständigkeit wieder.
Foundation 9 Entertainment wurde schließlich im Mai 2015 aufgelöst.

## Unternehmensteile
Gründungsunternehmen
- Backbone Entertainment
  - Digital Eclipse Software
  - ImaginEngine (Schließung 2012)
- The Collective (Zusammenlegung 2008 mit Shiny)

Übernahmen
- Pipeworks Software (2005, Verkauf 2014)
- Shiny Entertainment (2006, Zusammenlegung 2008 mit The Collective)
- Amaze Entertainment (2006, Zusammenlegung 2009 mit Griptonite)
  - Griptonite Games (Verkauf 2014)
  - The Fizz Factor (Schließung 2009)
- Sumo Digital (2007, Management-Buy-out 2014)

Zusammenlegungen und Ausgliederungen
- Double Helix Games (entstanden 2008 aus Shiny und The Collective, Verkauf 2014)
- Other Ocean Interactive (2007 aus Backbone Entertainment ausgegliedert und unabhängig weitergeführt)

Beteiligungen
- Circle of Confusion (2005)

## Spiele
- 2008: Ben Stein: It’s Trivial
- 2008: Silent Hill: Homecoming
- 2009: Diner Dash
- 2009: Where the Wild Things Are
- 2009: Night at the Museum: Battle of the Smithsonian
- 2010: Rock Band 3
- 2010: Front Mission Evolved
- 2010: Deadliest Warrior: The Game
- 2010: Dungeon Solitaire